# Oued Morra (distrito)
Oued Morra é um distrito localizado na província de Laghouat, Argélia, e cuja capital é a cidade de mesmo nome. A população total do distrito era de 8 829 habitantes, em 2008.[carece de fontes?]

## Comunas
O distrito é composto por duas comunas:
- Oued Morra
- Oued M'Zi